# 尾張旭市消防本部
尾張旭市消防本部（おわりあさひししょうぼうほんぶ）は、愛知県尾張旭市の消防部局（消防本部）。管轄区域は尾張旭市全域。

## 概要
- 消防本部：愛知県尾張旭市東大道町曽我廻間2301-1
- 管内面積：21.03km2
- 職員定数：90人
- 消防署1カ所
- 主力機械（2019年4月1日現在）
  - 普通消防ポンプ自動車：2
  - 水槽付消防ポンプ自動車：2
  - はしご付消防自動車：2
  - 化学消防自動車：1
  - 小型動力ポンプ付水槽車：1
  - 救急自動車：3
  - 救助工作車：1
  - 司令車：1
  - 指揮車：1
  - 広報車：3
  - 輸送車：1
  - 資機材搬送車：1

## 沿革
- 1970年9月1日　旭町消防本部を設置。
- 1970年9月12日　救急業務を開始。
- 1970年12月1日　市制施行に伴い、尾張旭市消防本部に改称。
- 1972年2月29日　消防庁舎が竣工。
- 1972年4月1日　尾張旭市消防署を設置。
- 2012年12月1日　瀬戸市と共同で消防指令センターを開設。運用を開始。
- 2025年度を目処に名古屋市消防局に通信指令業務を委託の予定[1]。

## 組織
- 本部 - 消防総務課、予防課
- 消防署

## 消防署
| 消防署         | 住所                   | 出張所 |
| -------------- | ---------------------- | ------ |
| 尾張旭市消防署 | 東大道町曽我廻間2301-1 | なし   |

## 消防指令センター
尾張旭市は瀬戸市とともに瀬戸・尾張旭消防指令センターを共同運用している。2025年4月から瀬戸・尾張旭消防指令センターの業務は名古屋市の防災指令センターに集約される予定になっている。